# Brug 980
Brug 980 is een vaste brug in Amsterdam-Noord.
De brug vormt de verbinding tussen Markengouw en het J.H. van Heekpad. De brug is alleen bestemd voor voetgangers en fietsers; gemotoriseerde vervoer moet uitwijken naar brug 981 in de IJdoornlaan. De lengte van de brug, 20 meter, is onvoldoende om de gehele breedte van de watergang van 25 meter te overspannen; de landhoofden staan dan ook deels in het water en op de oevers. De brug kent gescheiden delen voor voetgangers (grijze) en fietsers (roze tegels) met daartussen een richel. Beide hebben circa 4 meter de ruimte. Het ontwerp van de brug is gedateerd op 21 februari 1964 en is ondertekend door esthetisch architect Dirk Sterenberg, die ontwierp bij en voor de Dienst der Publieke Werken Amsterdam. Hij tekende ook voor het ontwerp van leuningen etc.
Het brugdek wordt gevormd door twee V-vormige platen, die met een punt op de jukken van de brugpijlers rusten. In de lengte staan daar blauwe balusters op met blauwe leuningen. Aan die balusters hangt ook een witte balustrade. Het geheel zit ingeklemd tussen betonnen landhoofden met borstweringen. De hoofddoorvaart is 8,6 meter; de beide zijdoorvaarten zijn elk 4,20 meter breed.
De brug heeft qua ontwerp een zusje in de Muiderbergbrug (brug 989), eveneens gelegen in Markengouw. 

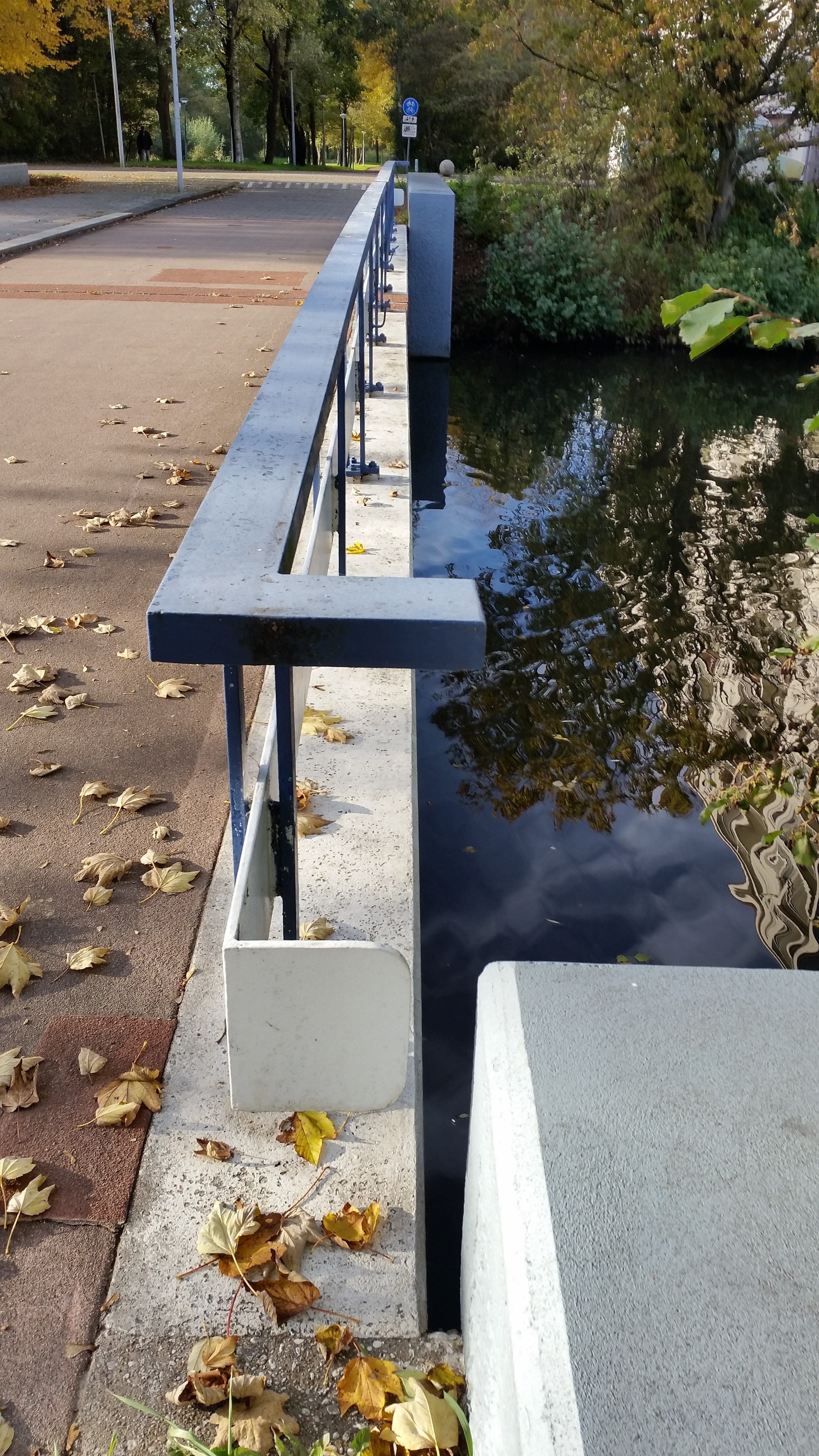
Leuning (november 2018)

<<< · 900 · 901 · 904 · 905 · 906 · 907 · 908 · 909 · 912 · 913 · 914 · 915 · 916 · 917 · 918 · 919 · 920 · 923 · 924 · 930 · 932 · 933 · 934 · 935 · 936 · 937 · 939 · 943 · 944 · 945 · 946 · 947 · 948 · 949 · 950 · 951 · 952 · 953 · 954 · 956 · 957 · 958 · 959 · 960 · 961 · 962 · 963 · 964 · 965 · 966 · 967 · 968 · 970 · 971 · 972 · 973 · 974 · 975 · 978 · 979 ·  980 · 981 · 984 · 985 · 986 · 987 · 988 · 989 · 990 · 991 · 992 · 993 · 994 · 995 · 996 · 997 · 998 · 999 · >>>
Brugnummers  902, 903, 910, 911, 920, 921, 922, 925, 926, 927, 928, 929, 931, 937, 938, 940, 941, 942, 955, 969, 976, 977, 982, 983 zijn niet (meer) vergeven.